# Danakilsänkan
Danakilsänkan är en sänka, huvudsakligen i regionen Afar i Etiopien, på Afartriangeln. Danakilsänkan når ner till över 130 meter under havsnivån, och här finns flera aktiva vulkaner. Det är inte ovanligt att temperaturen går upp till 50°C och sänkan är därmed en av de varmaste platserna på jorden. Här torkar floden Awash upp i en kedja av saltsjöar som Lake Afrera och Abbesjön. Floden når aldrig Indiska oceanen.

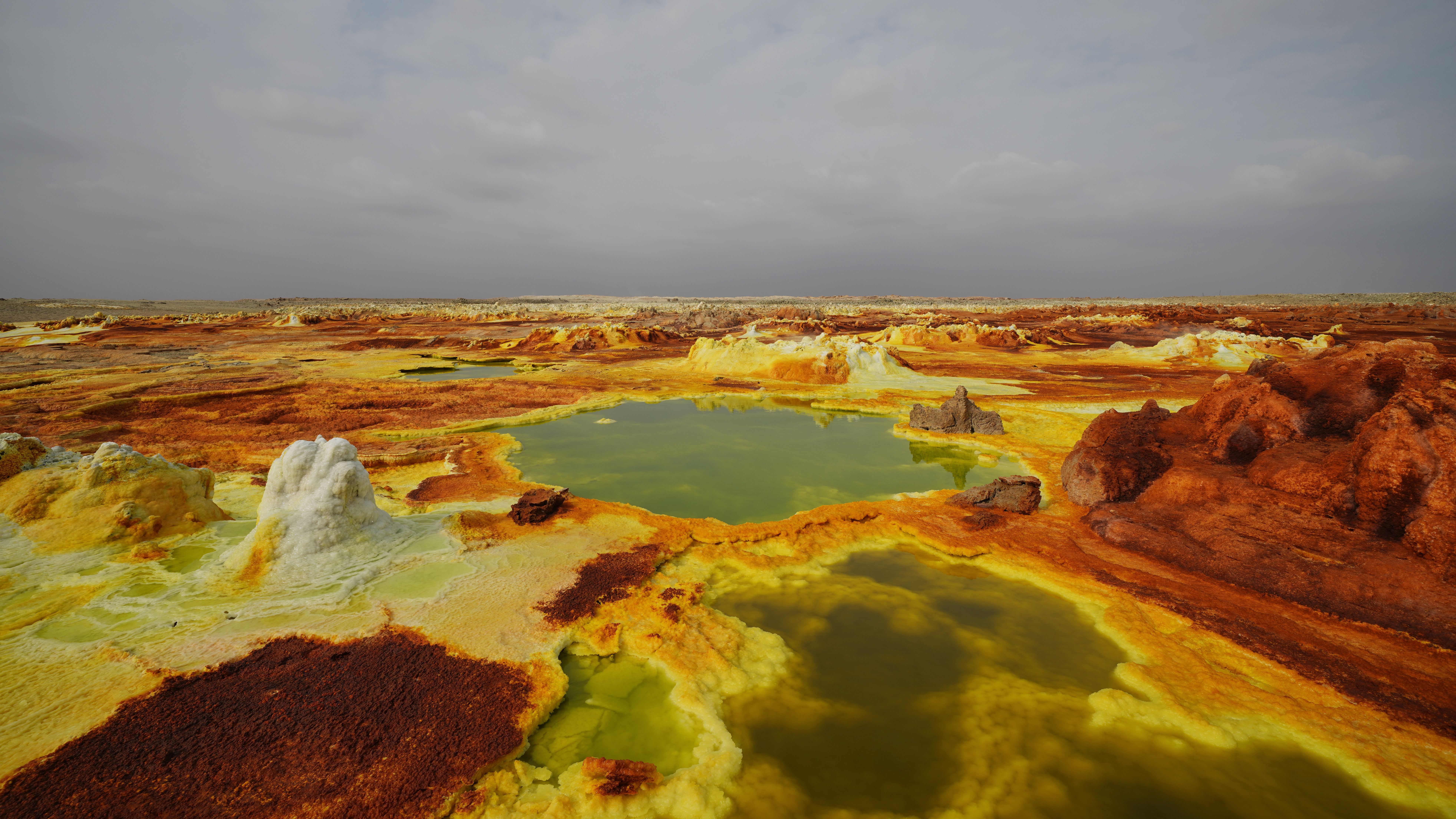
De heta källorna i Danakilsänkan erbjuder forskare möjlighet att studera extremofila mikrober.

## Vulkanism
Mount Ayelu är den västligaste och äldsta av de två vulkanerna i södra änden av Danakilsänkan. Den andra aktiva vulkanen, Erta Ale, är en av flera kratersjöar med lava, som bubblar upp från jordens mantel. Dessutom innehåller området Dallol svavelkällor, eller varma källor. Dessa miljöer i Danakilsänkan undersöks för att hjälpa till att förstå hur liv kan uppstå på andra planeter och månar. Många mikroorganismer som lever här är extremofila mikrober av stort intresse för astrobiologer. Icke desto mindre rapporterade forskare i oktober 2019 att jordlevande livsformer, inklusive extrema former av Archaea-mikroorganismer, inte existerade i de mycket varma, sura och salta förhållanden som finns i vissa delar av Danakilsänkan.

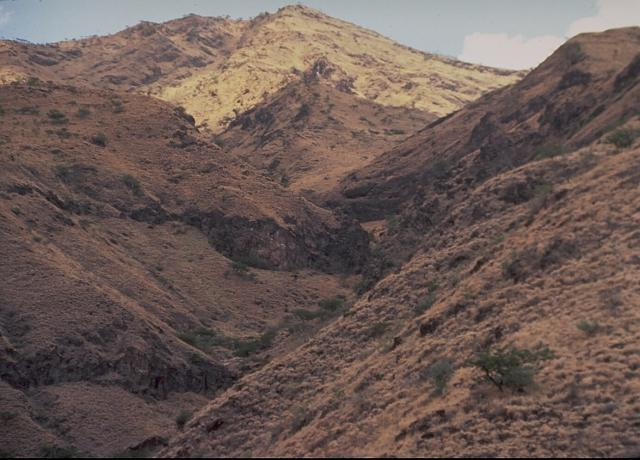
Mount Ayalu, den västligaste och äldre av två vulkaner i den södra ändan av Danakilsänkan.